# Crown Point (Indiana)
Crown Point é uma cidade localizada no estado americano de Indiana, no Condado de Lake.

## Demografia
Segundo o censo americano de 2000, a sua população era de 19.806 habitantes.
Em 2006, foi estimada uma população de 23.493, um aumento de 3687 (18.6%).

## Geografia
De acordo com o United States Census Bureau tem uma área de
43,0 km², dos quais 43,0 km² cobertos por terra e 0,0 km² cobertos por água. Crown Point localiza-se a aproximadamente 223 m acima do nível do mar.

## Localidades na vizinhança
O diagrama seguinte representa as localidades num raio de 12 km ao redor de Crown Point.